# Schwerstedt (Sömmerda járás)
Schwerstedt település Németországban, azon belül Türingiában. Lakosainak száma 559 fő (2023. december 31.).

## Népesség
A település népességének változása:
| Lakosok száma | 594  | 593  | 580  | 574  | 559  |
|               | 2017 | 2019 | 2021 | 2022 | 2023 |